# 2017 en Nouvelle-Zélande
Cet article présente les faits marquants de l'année 2017 en Nouvelle-Zélande.

## Évènements

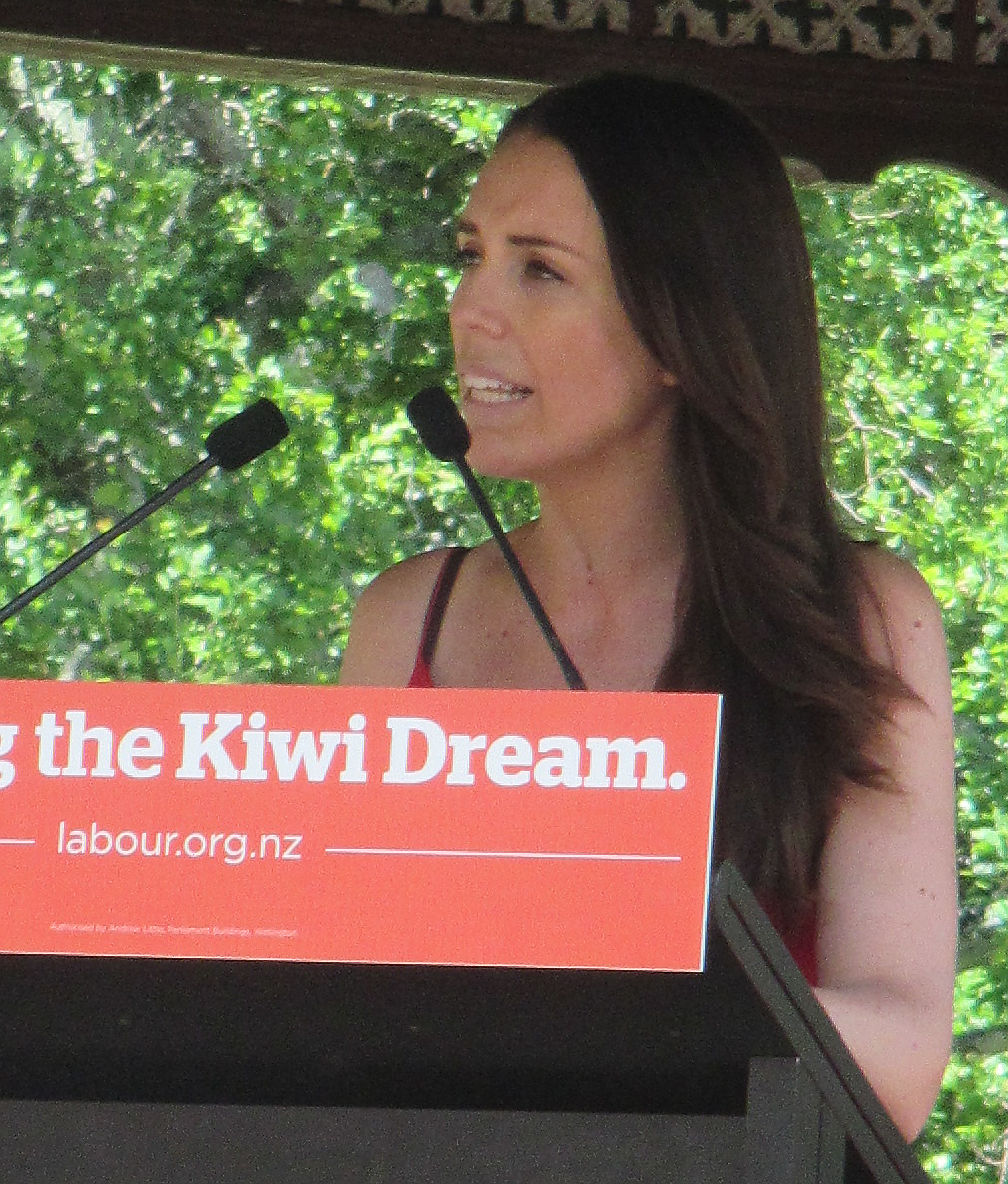
Jacinda Ardern devient première ministre de Nouvelle-Zélande en octobre.

- 25 janvier : La Nouvelle-Zélande retrouve sa première place de pays le moins corrompu au monde, conjointement avec le Danemark, sur l'indice de perception de la corruption de Transparency International[1].
- 12 février : Mort de Sione Lauaki, ancien joueur des All Blacks, à l'âge de 35 ans[2].
- 6 mars : Mort de Dudley Storey (né le 27 novembre 1939), médaillé d'or en aviron pour la Nouvelle-Zélande aux Jeux olympiques d'été de 1968[3].
- 6 avril : Des tempêtes et des pluies torrentielles « causées par les restes du cyclone Debbie » frappent les deux principales îles de la Nouvelle-Zélande, provoquant des inondations[4].
- 9 avril : Mort de John Clarke (en) (né le 29 juillet 1948), satiriste néo-zélandais, créateur notamment du personnage de Fred Dagg (en) ; mort en Australie d'une attaque cardiaque[5].
- 3 mai : Afin de maintenir le pluralisme des médias d'information, l'autorité néo-zélandaise de la concurrence interdit la fusion de l'entreprise NZME (propriétaire notamment du journal New Zealand Herald) et de Fairfax New Zealand (propriétaire notamment du site Stuff.co.nz), qui possèdent à eux deux 90 % de la presse écrite du pays et une large partie des autres médias[6].
- 11 mai : La Nouvelle-Zélande est le deuxième État à ratifier l'Accord de partenariat transpacifique, après le Japon[7].
- 25 mai : Premier lancement de la fusée Electron depuis la Nouvelle-Zélande[8].
- 20 août : Mort de Sir Colin Meads (né le 3 juin 1936), deuxième ligne des All Blacks de 1957 à 1971, élu désigné joueur de rugby néo-zélandais du siècle en 1999[9].
- 26 août : L'équipe de Nouvelle-Zélande (les Fougères noires) remporte la finale de la Coupe du monde féminine de rugby à XV 2017, en battant les Roses rouges anglaises, championnes du monde en titre, par 41 à 32[10].
- 23 septembre : Élections législatives. Le scrutin produit un parlement sans majorité. Le Parti national (centre-droit libéral) du Premier ministre Bill English conserve la majorité relative des sièges, mais le 19 octobre le Parti travailliste (centre-gauche), le parti Nouvelle-Zélande d'abord (droite populiste) et le Parti vert (gauche écologiste) annoncent la formation d'un gouvernement de coalition. Jacinda Ardern (travailliste) devient Première ministre, à trente-sept ans l'une des plus jeunes de l'histoire du pays.